# آرتور آواگیمیان
آرتور ساموئلی آواگیمیان (اوکراینی: Артур Самвелович Авагімян؛ زادهٔ ۱۶ ژانویهٔ ۱۹۹۷ در ماریوپول) بازیکن فوتبال در پست هافبک ارمنی‌تبار اهل اوکراین است.

## باشگاهی
از باشگاه‌هایی که در آن بازی کرده‌است می‌توان به ماریوپول، شاختار دونتسک، آرسنال کی‌یف، آلاشکرت و چورنومورتس اودسا اشاره کرد.

## تیم ملی
وی همچنین در تیم‌های ملی فوتبال Ukraine national under-16 football team, Ukraine national under-17 football team, Ukraine national under-18 football team، و Ukraine national under-19 football team بازی کرده‌است.

## افتخارات
ماریوپول
- قهرمان لیگ دسته اول فوتبال اوکراین: ۲۰۱۷

آلاشکرت
- فینالیست سوپر جام فوتبال ارمنستان: ۲۰۱۹